# Ahmed Radhi
Ahmed Radhi Hmaiesh Al-Salihi, född 21 april 1964 i Bagdad, död 21 juni 2020 i Bagdad, var en irakisk fotbollsspelare. Han gjorde 62 mål på 121 landskamper för Iraks landslag, och räknas till en av de bästa irakiska spelarna genom tiderna. 1988 blev han utsedd till årets fotbollsspelare i Asien. Han blev även utsedd till den 9:e bästa asiatiska spelaren under 1900-talet.
Ahmed Radhi gjorde Iraks första VM-mål när han under mästerskapet 1986 gjorde Iraks mål i 1-2-förlusten mot Belgien. Han var även med i OS 1988.
Han avled den 21 juni 2020 i sviterna av covid-19. 